# فرانک ریشتر
فرانک ریشتر (به آلمانی: Frank Richter) بازیکن فوتبال و مهاجم اهل آلمان شرقی بود که از سال ۱۹۷۱ میلادی عضو تیم ملی فوتبال آلمان شرقی بوده‌است. وی در ۷ بازی ملی حضور داشته و در بازی‌های ملی‌اش ۱ گل به ثمر رساند. فرانک ریشتر آخرین بازی ملی خود را در سال ۱۹۷۳ میلادی انجام داد.